# Sericesthis fovea
Sericesthis fovea är en skalbaggsart som beskrevs av Britton 1987. Sericesthis fovea ingår i släktet Sericesthis och familjen Melolonthidae. Inga underarter finns listade i Catalogue of Life.